# Долинский район (Ивано-Франковская область)

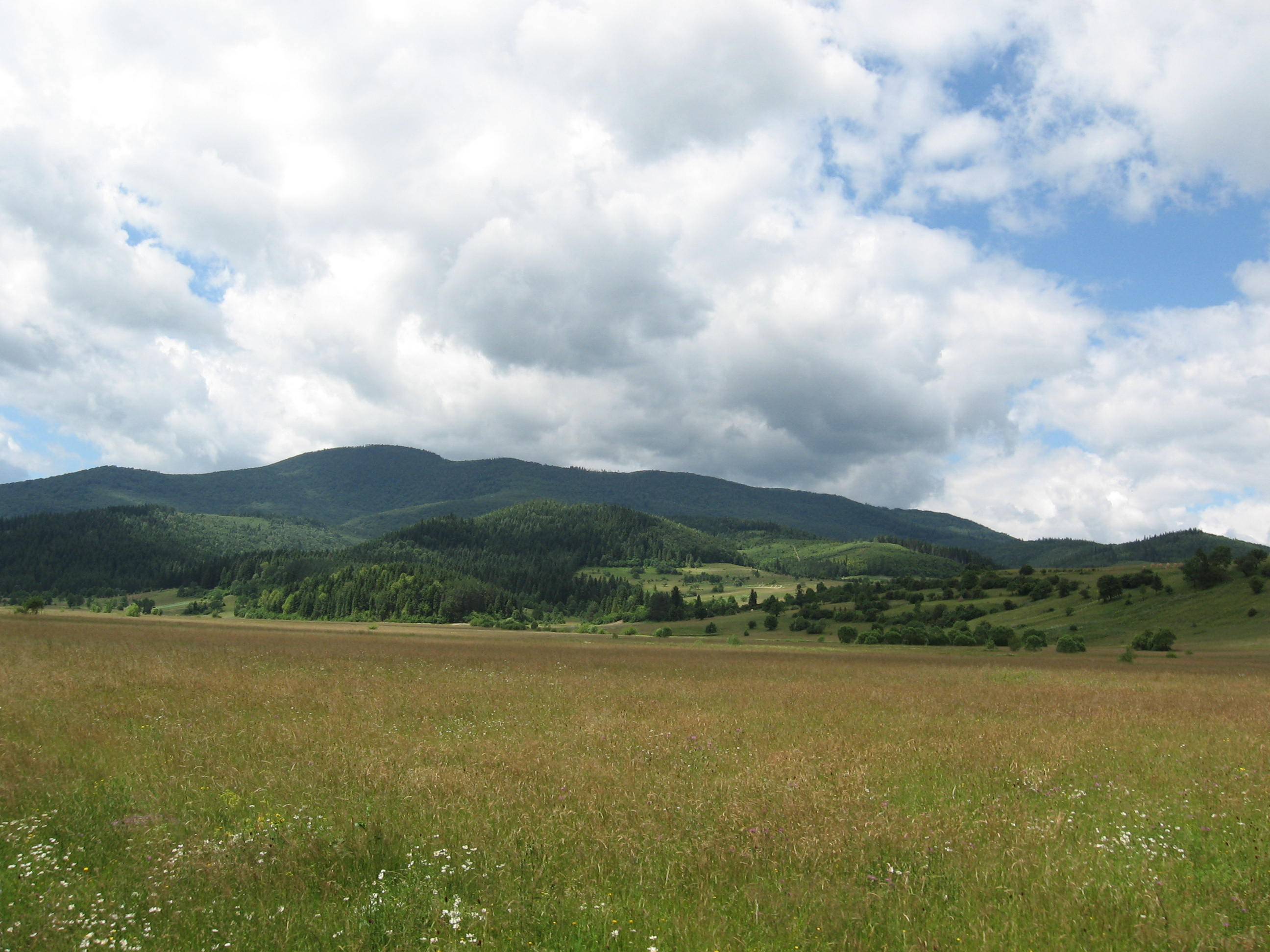
Гора Церковище, Карпаты, Долинский район

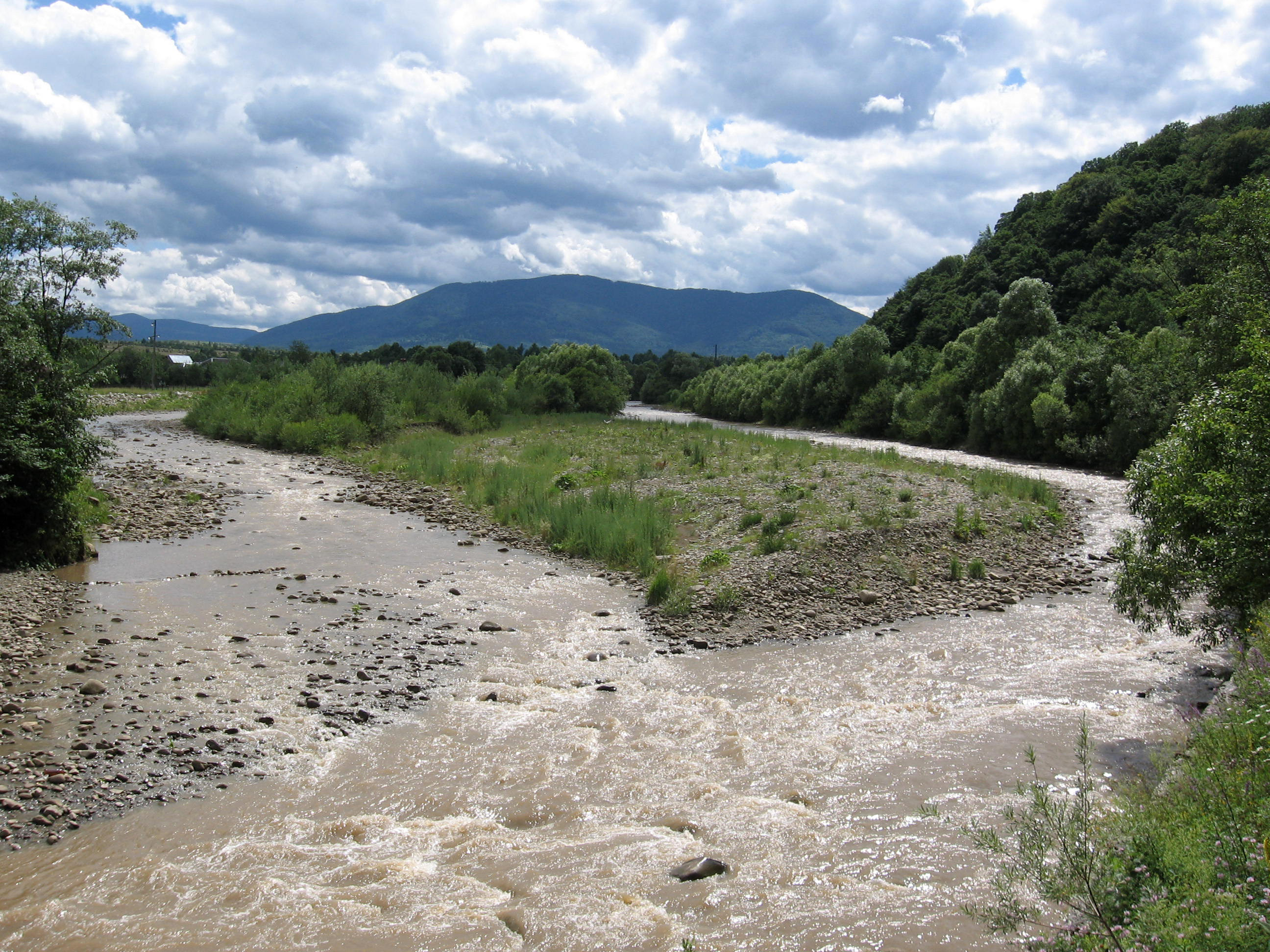
Река Свича

Доли́нский район (укр. Долинський район) — упразднённая территориально-административная единица в составе Ивано-Франковской области Украины.
Административный центр — город Долина.

## География
Долинский район был расположен на северо-западе области.
Граничил:
- на востоке с Рожнятовским районом,
- на севере с Львовской областью,
- на западе с Закарпатской областью.

## История
Большие залежи соли и богатые леса Карпат способствовали заселению этих земель.

## Достопримечательности
На территории района расположен Поляницкий региональный ландшафтный парк, памятник природы «Скалы Довбуша».
Выгодская УЖД («Карпатский трамвай») используется в туристических целях.